# Caracene

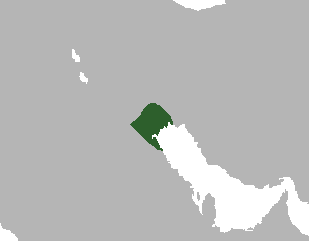
Expansión aproximada del reino de Caracene.

Caracene, era un reino situado en la desembocadura del Tigris y del Éufrates, en el golfo Pérsico, al sur del Imperio babilónico creado a finales del siglo II a. C., este reino fue vasallo del Imperio parto. Su capital era Spasinou Charax, «la fortaleza de Espaosines». En los siglos II y I a. C., jugó un papel importante en el comercio entre la provincia romana de Siria con la India.

## Historia
El reino de Caracene fue fundado hacia el 127 a. C., por Espaosines, un antiguo sátrapa de Antíoco IV Epífanes. Superviviente a la disolución del Imperio seléucida, Caracene se convirtió en vasallo del Imperio parto, hasta su caída al principio del siglo III. Los reyes sasánidas pusieron término a la dinastía real local y la reemplazaron por gobernadores.
Aunque vasallo de los partos, el reino había tenido siempre una política prorromana, y acogió favorablemente la invasión romana de Trajano en el año 116. El  propio emperador residió  en Alejandría de Susiana, y asistió en persona a la partida de los barcos hacia India, lamentando ser demasiado viejo para emprender el viaje, como lo había hecho Alejandro Magno. En lo sucesivo, el reino parece haber escapado bastante tiempo a la recuperación de Mesopotamia por los partos. En el 150, volvió a la zona de influencia directa del imperio de los arsácidas de Partia, después de la derrota del rey Meredate frente a Vologases IV de Partia. Este último obtuvo sin duda un botín importante en Spasinou Charax. Una estatuilla de Hércules encontrada en Seleucia del Tigris lleva una inscripción que revela este episodio.
Los reyes de Caracene son conocidos sobre todo por sus monedas, esencialmente por las tetradracmas con leyendas en griego y, más tarde, en araemo. Estas monedas llevan fechas según la era seléucida, lo que permite fijar la cronología.